# Copa da Itália de Futebol de 2020–21
A Copa da Itália de 2020–21, também conhecida oficialmente como Coppa Italia Fanta de 2020–2021 por conta do patrocínio, foi a 74ª edição dessa competição italiana de clubes de futebol organizada pela Lega Série A (em italiano: Lega Serie A). A disputa pela taça teve início em 23 de setembro de 2020 e tem término marcado para 19 de maio de 2021, com a decisão pelo título. O torneio contará com a participação de equipes das quatro principais divisões do futebol italiano: Série A, Série B, Série C e Série D. Os jogos da competição ocorrerão no formato de "mata-mata" e o vencedor garante uma vaga na fase de grupos da Liga Europa da UEFA de 2021–22.

## Regulamento

### Sistema de disputa
A fórmula é a mesma das últimas temporadas, com 78 times participantes: 40 clubes da Série A e B, 29 clubes da Série C e 9 clubes da Série D: dependendo do campeonato em que joguem na atual temporada (2020–21), essas equipes estreiam no torneio a partir de fases distintas. A disputa se dá no sistema "mata-mata" em todo o torneio, ou seja, times divididos em chaves de dois decidindo uma vaga na fase seguinte, onde o sistema se repete até a final, que decide o campeão. São oito fases: todas decididas em jogos únicos, com exceção da semifinal, que ocorre em partidas de ida e volta. O campeão se classificará para a fase de grupos da Liga Europa da UEFA de 2021–22.

### Mando de campo
Quanto ao mando de campo temos duas situações diferentes: nos jogos únicos, o clube com a melhor posição no ranking, ou seja, o clube com menor número atribuído no sorteio será o mandante da partida; nos jogos das semifinais, que ocorrem em duas partidas, o mando de campo do jogo de volta será do clube mais bem posicionado no ranking.

### Critérios de desempate
Em caso de empate no placar ao final do tempo regulamentar (ou do placar agregado, no caso da semifinal), os critérios de desempate são:
| Jogos únicos 1. Prorrogação (dois tempos extras de 15 minutos cada) 2. Disputa por pênaltis | Semifinal 1. Regra do gol fora de casa (gols marcados como visitante) 2. Prorrogação (dois tempos extras de 15 minutos cada) 3. Disputa por pênaltis |

## Calendário
O calendário de cada fase foi divulgado oficialmente pela Federação Italiana de Futebol (FIGC) em 1 de setembro de 2020. Já o sorteio que definiu os chaveamentos foi realizado no dia 8 de setembro, na sede da Lega Série A em Milão.
| Fase           | Rodada           | Jogo de ida                       | Jogo de volta                     |
| -------------- | ---------------- | --------------------------------- | --------------------------------- |
| Fases iniciais | Primeira fase    | 23 de setembro de 2020            | 23 de setembro de 2020            |
| Fases iniciais | Segunda fase     | 29–30 de setembro de 2020         | 29–30 de setembro de 2020         |
| Fases iniciais | Terceira fase    | 27–28 de outubro de 2020          | 27–28 de outubro de 2020          |
| Fases iniciais | Quarta fase      | 24–26 de novembro de 2020         | 24–26 de novembro de 2020         |
| Fase final     | Oitavas de final | 12–14, 19 & 21 de janeiro de 2021 | 12–14, 19 & 21 de janeiro de 2021 |
| Fase final     | Quartas de final | 26–28 de janeiro de 2021          | 26–28 de janeiro de 2021          |
| Fase final     | Semifinais       | 2–3 de fevereiro de 2021          | 9–10 de fevereiro de 2021         |
| Fase final     | Final            | 19 de maio de 2021                | 19 de maio de 2021                |

## Participantes
78 clubes participam da competição (todos os clubes participantes dos campeonatos da Série A e Série B, 29 clubes da Série C indicados pela Lega Pro e 9 da Série D indicados pela Lega Nazionale Dilettanti), que foram posicionados por sorteio em um tabelão de acordo com um ranking, do nº 1 ao 78, levando em consideração os resultados alcançados pelos participantes da competição nas séries A, B, C e D da temporada anterior.
| Clube          | Pos. |
| -------------- | ---- |
| Atalanta       | 01   |
| Juventus       | 02   |
| Internazionale | 03   |
| Roma           | 04   |
| Napoli         | 05   |
| Milan          | 06   |
| Sassuolo       | 07   |
| Lazio          | 08   |
| Parma          | 09   |
| Crotone        | 10   |
| Torino         | 11   |
| Benevento      | 12   |
| Spezia         | 13   |
| Udinese        | 14   |
| Sampdoria      | 15   |
| Cagliari       | 16   |
| Hellas Verona  | 17   |
| Genoa          | 18   |
| Fiorentina     | 19   |
| Bologna        | 20   |

| Clube          | Pos. |
| -------------- | ---- |
| Reggina        | 21   |
| Frosinone      | 22   |
| ChievoVerona   | 23   |
| Venezia        | 24   |
| Cremonese      | 25   |
| Salernitana    | 26   |
| L.R. Vicenza   | 27   |
| Cittadella     | 28   |
| Empoli         | 29   |
| Lecce          | 30   |
| SPAL           | 31   |
| Pescara        | 32   |
| Reggiana       | 33   |
| Cosenza        | 34   |
| Pordenone      | 35   |
| Monza          | 36   |
| Virtus Entella | 37   |
| Pisa           | 38   |
| Ascoli         | 39   |
| Brescia        | 40   |

| Clube              | Pos. |
| ------------------ | ---- |
| Trapani            | 41   |
| Perugia            | 42   |
| Juve Stabia        | 43   |
| Ternana            | 44   |
| Potenza            | 45   |
| Carpi              | 46   |
| Alessandria        | 47   |
| Monopoli           | 48   |
| Catania            | 49   |
| Bari               | 50   |
| Feralpisalò        | 51   |
| Renate             | 52   |
| Novara             | 53   |
| Livorno            | 54   |
| Südtirol           | 55   |
| Pontedera          | 56   |
| Carrarese          | 57   |
| Catanzaro          | 58   |
| Padova             | 59   |
| Piacenza           | 60   |
| Teramo             | 61   |
| Virtus Francavilla | 63   |
| Arezzo             | 65   |
| Pro Patria         | 67   |
| Avellino           | 69   |
| Modena             | 73   |
| Sambenedettese     | 74   |
| Triestina          | 76   |
| AlbinoLeffe        | 77   |

| Clube                  | Pos. |
| ---------------------- | ---- |
| Breno                  | 62   |
| Ambrosiana (VR)        | 64   |
| Latte Dolce Sassari    | 66   |
| Gelbison Vallo Lucania | 68   |
| Pineto                 | 70   |
| Trastevere             | 71   |
| San Nicolò Notaresco   | 72   |
| Casarano               | 75   |
| Tritium                | 78   |

## Fases iniciais

### Primeira fase
Um total de 36 equipes competiram nesta primeira fase, sendo 27 delas da Série C e 9 Série D. Os jogos ocorreram em partidas únicas nos dias 22 e 23 de setembro de 2020. Ao final dos jogos, 18 delas avançaram para a segunda fase.
| Jogo | Equipe 1        | Placar       | Equipe 2                   |
| ---- | --------------- | ------------ | -------------------------- |
| 1    | Pontedera (3)   | 1 – 2        | Arezzo (3)                 |
| 2    | Carrarese (3)   | 4 – 0        | Ambrosiana (4)             |
| 3    | Catania (3)     | 1 – 2 (pro.) | San Nicolò Notaresco (4)   |
| 4    | Monopoli (3)    | 1 – 0        | Modena (3)                 |
| 5    | Alessandria (3) | 3 – 2        | Sambenedettese (3)         |
| 6    | Renate (3)      | 2 – 1        | Avellino (3)               |
| 7    | Novara (3)      | 3 – 1        | Gelbison Vallo Lucania (4) |
| 8    | Piacenza (3)    | 1 – 2        | Teramo (3)                 |
| 9    | Livorno (3)     | 1 – 2        | Pro Patria (3)             |
| 10   | Padova (3)      | 2 – 0        | Breno (4)                  |
| 11   | Feralpisalò (3) | 1 – 0        | Pineto (4)                 |
| 12   | Ternana (3)     | 1 – 2        | Albinoleffe (3)            |
| 13   | Juve Stabia (3) | 2 – 1        | Tritium (4)                |
| 14   | Bari (3)        | 4 – 0        | Trastevere (4)             |
| 15   | Carpi (3)       | 1 – 3 (pro.) | Casarano (4)               |
| 16   | Potenza (3)     | 0 – 2        | Triestina (3)              |
| 17   | Südtirol (3)    | 2 – 1        | Latte Dolce Sassari (4)    |
| 18   | Catanzaro (3)   | 2 – 1        | Virtus Francavilla (3)     |

| 22 de setembro de 2020 | Südtirol              | 2 – 1     | Latte Dolce Sassari | Salò                                           |  |
| 14:30 CEST             | Rover 29' · Polak 34' | Relatório | Bianchi 90+3'       | Estádio: Lino Turina Árbitro: Giacomo Camplone |  |

| 22 de setembro de 2020 | Ternana       | 1 – 2     | Albinoleffe                | Terni                                                |  |
| 20:30 CEST             | Partipilo 50' | Relatório | Cori 40' · Canestrelli 44' | Estádio: Libero Liberati Árbitro: Francesco Fourneau |  |

| 23 de setembro de 2020 | Piacenza     | 1 – 2     | Teramo                    | Placência                                          |  |
| 15:30 CEST             | Bruzzone 22' | Relatório | Santoro 5' · Pinzauti 23' | Estádio: Leonardo Garilli Árbitro: Antonio Rapuano |  |

| 23 de setembro de 2020 | Carpi          | 1 – 3 (pro.) | Casarano                          | Carpi                                                |  |
| 16:00 CEST             | Giovannini 74' | Relatório    | Rodriguez 5', 103' · Sansone 100' | Estádio: Sandro Cabassi Árbitro: Alessandro Prontera |  |

| 23 de setembro de 2020                                       | Alessandria                                    | 3 – 2     | Sambenedettese                  | Alexandria                                             |  |
| 16:30 CEST                                                   | Eusepi 13' · Eusepi 17' · Arrighini 90' (pen.) | Relatório | Nocciolini 25' · Panaioli 90+4' | Estádio: Giuseppe Moccagatta Árbitro: Lorenzo Maggioni |  |
| Nota: O horário da partida foi alterado de 20:00 para 16:30. |                                                |           |                                 |                                                        |  |

| 23 de setembro de 2020 | Novara                                  | 3 – 1     | Gelbison Vallo Lucania | Novara                                      |  |
| 16:30 CEST             | Schiavi 21', 39' (pen.) · Buzzegoli 48' | Relatório | Coulibaly 7'           | Estádio: Silvio Piola Árbitro: Simone Sozza |  |

| 23 de setembro de 2020 | Carrarese                                           | 4 – 0     | Ambrosiana (VR) | Carrara                                  |  |
| 17:00 CEST             | Infantino 2' · Schirò 7' · Rota 9' · Caccavallo 86' | Relatório |                 | Estádio: dei Marmi Árbitro: Manuel Volpi |  |

| 23 de setembro de 2020 | Catanzaro                       | 2 – 1     | Virtus Francavilla | Catanzaro                                        |  |
| 17:00 CEST             | Casoli 35' · Carlini 45' (pen.) | Relatório | Franco 32'         | Estádio: Nicola Ceravolo Árbitro: Valerio Marini |  |

| 23 de setembro de 2020 | Livorno      | 1 – 2     | Pro Patria                  | Livorno                                               |  |
| 17:00 CEST             | Gonnelli 81' | Relatório | Parker 17' · Latte Lath 49' | Estádio: Armando Picchi Árbitro: Francesco Meraviglia |  |

| 23 de setembro de 2020 | Pontedera | 1 – 2     | Arezzo                     | Piancastagnaio                             |  |
| 17:00 CEST             | Piana 67' | Relatório | Belloni 52' · Cutolo 90+4' | Estádio: Comunale Árbitro: Daniele Paterna |  |

| 23 de setembro de 2020 | Bari                                                     | 4 – 0     | Trastevere | Bari                                      |  |
| 17:30 CEST             | D'Ursi 15' · Marras 23' · Antenucci 36' · Candellone 75' | Relatório |            | Estádio: San Nicola Árbitro: Luca Massimi |  |

| 23 de setembro de 2020 | Juve Stabia             | 2 – 1     | Tritium       | Castellammare di Stabia                        |  |
| 18:00 CEST             | Aldè 45' · Mastalli 87' | Relatório | Marzeglia 81' | Estádio: Romeo Menti Árbitro: Matteo Marchetti |  |

| 23 de setembro de 2020 | Renate                       | 2 – 1     | Avellino   | Meda                                            |  |
| 18:00 CEST             | Giovinco 10' · Galuppini 74' | Relatório | Burgio 83' | Estádio: Città di Meda Árbitro: Matteo Gariglio |  |

| 23 de setembro de 2020 | Feralpisalò    | 1 – 0     | Pineto | Salò                                         |  |
| 18:30 CEST             | Ceccarelli 36' | Relatório |        | Estádio: Lino Turina Árbitro: Daniel Amabile |  |

| 23 de setembro de 2020 | Potenza | 0 – 2     | Triestina                     | Potenza                                           |  |
| 18:30 CEST             |         | Relatório | Maracchi 19' · Di Massimo 28' | Estádio: Alfredo Viviani Árbitro: Lorenzo Illuzzi |  |

| 23 de setembro de 2020 | Padova                    | 2 – 0     | Breno | Pádua                                      |  |
| 19:00 CEST             | Santini 13' · Ronaldo 74' | Relatório |       | Estádio: Euganeo Árbitro: Federico Dionisi |  |

| 23 de setembro de 2020 | Monopoli     | 1 – 0     | Modena | Monopoli                                              |  |
| 20:00 CEST             | Paolucci 77' | Relatório |        | Estádio: Vito Simone Veneziani Árbitro: Ivano Pezzuto |  |

| 23 de setembro de 2020 | Catania    | 1 – 2 (pro.) | San Nicolò Notaresco        | Catânia                                            |  |
| 20:45 CEST             | Biondi 27' | Relatório    | Speranza 56' · Cancelli 99' | Estádio: Angelo Massimino Árbitro: Antonio Santoro |  |

### Segunda fase
Um total de 40 equipes competiram nesta segunda fase, sendo 20 delas da Série B, 2 da Série C e os 18 que avançaram da fase anterior. Os jogos foram disputados em partidas únicas nos dias 29 e 30 de setembro de 2020. Ao final, 20 delas avançam para a terceira fase.
| Jogo | Equipe 1           | Placar           | Equipe 2                 |
| ---- | ------------------ | ---------------- | ------------------------ |
| 19   | Cremonese (2)      | 4 – 0            | Arezzo (3)               |
| 20   | Venezia (2)        | 2 – 0            | Carrarese (3)            |
| 21   | Pescara (2)        | 1 – 1 (8–7 pen.) | San Nicolò Notaresco (4) |
| 22   | Reggiana (2)       | 0 – 3            | Monopoli (3)             |
| 23   | Cosenza (2)        | 0 – 0 (3–1 pen.) | Alessandria (3)          |
| 24   | Empoli (2)         | 2 – 1            | Renate (3)               |
| 25   | Ascoli (2)         | 1 – 4            | Perugia (3)              |
| 26   | Brescia (2)        | 3 – 0 (W.O.)     | Trapani (3)              |
| 27   | Cittadella (2)     | 3 – 1            | Novara (3)               |
| 28   | Reggina (2)        | 1 – 0            | Teramo (3)               |
| 29   | L. R. Vicenza (2)  | 3 – 2 (pro.)     | Pro Patria (3)           |
| 30   | Frosinone (2)      | 1 – 3            | Padova (3)               |
| 31   | Lecce (2)          | 2 – 0            | Feralpisalò (3)          |
| 32   | Virtus Entella (2) | 2 – 1            | Albinoleffe (3)          |
| 33   | Pisa (2)           | 2 – 0            | Juve Stabia (3)          |
| 34   | SPAL (2)           | 0 – 0 (4–2 pen.) | Bari (3)                 |
| 35   | Pordenone (2)      | 3 – 0            | Casarano (4)             |
| 36   | Monza (2)          | 3 – 0            | Triestina (3)            |
| 37   | Salernitana (2)    | 3 – 0            | Südtirol (3)             |
| 38   | ChievoVerona (2)   | 1 – 1 (6–7 pen.) | Catanzaro (3)            |

| 29 de setembro de 2020 | Monza                                          | 3 – 0     | Triestina | Monza                                         |  |
| 20:45 CEST             | - Barillà 23' - Offredi 77' - Machin 90' (pen) | Relatório |           | Estádio: U-Power Stadium Árbitro: Marco Serra |  |

| 30 de setembro de 2020 | Reggina         | 1 – 0     | Teramo | Régio da Calábria                                 |  |
| 14:00 CEST             | - Di Chiara 34' | Relatório |        | Estádio: Oreste Granillo Árbitro: Antonio Santoro |  |

| 30 de setembro de 2020 | Cittadella                                    | 3 – 1     | Novara       | Cittadella                                                |  |
| 15:00 CEST             | - Iori 16' (pen) - Rosafio 74' - Ogunseye 79' | Relatório | - Panico 76' | Estádio: Piercesare Tombolato Árbitro: Eugenio Abbattista |  |

| 30 de setembro de 2020 | Cosenza | 0 – 0 (pro.) (3 – 1 pen.) | Alessandria | Cosença                                               |  |
| 15:00 CEST             |         | Relatório                 |             | Estádio: San Vito-Gigi Marulla Árbitro: Ivano Pezzuto |  |

| 30 de setembro de 2020 | Cremonese                                              | 4 – 0     | Arezzo | Cremona                                              |  |
| 15:00 CEST             | - Ceravolo 61' - Fiordaliso 81' - Gaetano 90+1', 90+2' | Relatório |        | Estádio: Giovanni Zini Árbitro: Gianluca Manganiello |  |

| 30 de setembro de 2020 | Frosinone       | 1 – 3     | Padova                              | Frosinone                                        |  |
| 15:00 CEST             | - Tabanelli 20' | Relatório | - Della Latta 21', 44' - Soleri 34' | Estádio: Benito Stirpe Árbitro: Giacomo Camplone |  |

| 30 de setembro de 2020 | Pisa                    | 2 – 0     | Juve Stabia | Pisa                                                              |  |
| 15:00 CEST             | - Sibilli 7', 50' (pen) | Relatório |             | Estádio: Arena Garibaldi-Romeo Anconetani Árbitro: Valerio Marini |  |

| 30 de setembro de 2020 | Pescara        | 1 – 1 (pro.) (8 – 7 pen.) | San Nicolò Notaresco | Pescara                                                            |  |
| 15:30 CEST             | - Riccardi 25' | Relatório                 | - Banegas 34'        | Estádio: Adriatico-Giovanni Cornacchia Árbitro: Antonio Di Martino |  |

| 30 de setembro de 2020 | Virtus Entella                   | 2 – 1     | Albinoleffe  | Chiavari                                   |  |
| 16:00 CEST             | - Koutsoupias 30' - Petrovic 38' | Relatório | - Gusu 90+2' | Estádio: Comunale Árbitro: Matteo Gariglio |  |

| 30 de setembro de 2020 | Ascoli         | 1 – 4     | Perugia                                             | Ascoli Piceno                                        |  |
| 17:00 CEST             | - Ghazoini 89' | Relatório | - Rosi 12' - Murano 24' - Dragomir 42' - Lunghi 46' | Estádio: Cino e Lillo Del Duca Árbitro: Luca Massimi |  |

| 30 de setembro de 2020 | Empoli            | 2 – 1     | Renate          | Empoli                                              |  |
| 17:00 CEST             | - Merola 17', 79' | Relatório | - Galuppini 89' | Estádio: Carlo Castellani Árbitro: Matteo Marchetti |  |

| 30 de setembro de 2020                                    | L.R. Vicenza                                                     | 3 – 2 (pro.) | Pro Patria                     | Vicenza                                        |  |
| 17:00 CEST                                                | - Giacomelli 45+1' (pen.) - Marotta 92' (pen.) - Vandeputte 108' | Relatório    | - Parker 32' - Latte Lath 113' | Estádio: Romeo Menti Árbitro: Giovanni Ayroldi |  |
| Nota: O horário do jogo foi alterado de 16:00 para 17:00. |                                                                  |              |                                |                                                |  |

| 30 de setembro de 2020 | ChievoVerona  | 1 – 1 (pro.) (6 – 7 pen.) | Catanzaro        | Verona                                                       |  |
| 18:00 CEST             | - De Luca 41' | Relatório                 | - Martinelli 59' | Estádio: Marcantonio Bentegodi Árbitro: Francesco Meraviglia |  |

| 30 de setembro de 2020 | Lecce                          | 2 – 0     | Feralpisalò | Lecce                                                              |  |
| 18:00 CEST             | - Henderson 69' - Dubickas 88' | Relatório |             | Estádio: Ettore Giardiniero – Via del Mare Árbitro: Ivan Robilotta |  |

| 30 de setembro de 2020 | Pordenone                                     | 3 – 0     | Casarano | Trieste                                      |  |
| 18:00 CEST             | - Rossetti 20' - Butic 35' (pen.) - Secli 76' | Relatório |          | Estádio: Nereo Rocco Árbitro: Daniel Amabile |  |

| 30 de setembro de 2020 | Reggiana | 0 – 3     | Monopoli | Régio da Emília                                 |  |
| 18:00 CEST |          | Relatório |          | Estádio: Mapei Stadium Árbitro: Antonio Rapuano |  |
| Nota: O resultado em campo da partida terminou em 2–2, sendo 1–1 no tempo normal e 1–1 na prorrogação. Com isso, a partida foi para a disputa por pênaltis, que terminou com a classificação da Reggiana por 4–3. Os gols da partida foram marcados por Marchi aos 40 minutos do 2º tempo regulamentar e aos 7 minutos do 2º tempo da prorrogação, ambos de pênalti, para o Reggiana; já os do Monopoli, foram feitos por Starita aos 15 minutos do 2º tempo regulamentar e por Montero aos 2 minutos do 2º tempo da prorrogação de pênalti. Em 9 de outubro de 2020, a Lega Serie A, em atendimento a um recurso proposto pelo Monopoli, decidiu atribuir o placar 0–3 contra o Reggiana por conta da escalação irregular de um jogador e com isso o clube de Monopoli acabou assumindo a vaga na fase sefuinte. |          |           |          |                                                 |  |

| 30 de setembro de 2020 | Salernitana                                | 3 – 0     | Südtirol | Salerno                                  |  |
| 18:00 CEST             | - Tutino 53' - Cicerelli 60' - Capezzi 88' | Relatório |          | Estádio: Arechi Árbitro: Daniele Paterna |  |

| 30 de setembro de 2020                                    | Venezia            | 2 – 0     | Carrarese | Veneza                                         |  |
| 18:00 CEST                                                | - Johnsen 65', 90' | Relatório |           | Estádio: Pierluigi Penzo Árbitro: Riccardo Ros |  |
| Nota: O horário do jogo foi alterado de 16:00 para 18:00. |                    |           |           |                                                |  |

| 30 de setembro de 2020 | SPAL | 0 – 0 (pro.) (4 – 2 pen.) | Bari | Ferrara                                    |  |
| 21:00 CEST             |      | Relatório                 |      | Estádio: Paolo Mazza Árbitro: Simone Sozza |  |

| | Brescia | 3 – 0     | Trapani |  |
| |         | Relatório |         |  |
| Nota: O time Trapani não compareceu ao jogo e foi penalizado com a perda da partida pelo placar de 0–3. O jogo estava marcado para o Estádio Mario Rigamonti, em Bréscia, às 20:00 (CEST) do dia 30 de setembro de 2020. O árbitro da partida seria Lorenzo Illuzzi. |         |           |         |  |

### Terceira fase
Um total de 32 equipes competiram nesta terceira fase, sendo 12 delas da Série A (clubes de 9–20 do ranking) e os 20 que avançaram da fase anterior. Ao final, 16 delas avançam para a quarta fase. Os jogos foram disputados de 27 a 28 de outubro de 2020.
| Jogo | Equipe 1           | Placar           | Equipe 2          |
| ---- | ------------------ | ---------------- | ----------------- |
| 39   | Cagliari (1)       | 1 – 0            | Cremonese (2)     |
| 40   | Hellas Verona (1)  | 3 – 3 (3–1 pen.) | Venezia (2)       |
| 41   | Parma (1)          | 3 – 1            | Pescara (2)       |
| 42   | Cosenza (2)        | 2 – 1            | Monopoli (3)      |
| 43   | Benevento (1)      | 2 – 4            | Empoli (2)        |
| 44   | Brescia (2)        | 3 – 0            | Perugia (3)       |
| 45   | Cittadella (2)     | 0 – 2            | Spezia (1)        |
| 46   | Bologna (1)        | 2 – 0            | Reggina (2)       |
| 47   | Udinese (1)        | 3 – 1            | L. R. Vicenza (2) |
| 48   | Fiorentina (1)     | 2 – 1            | Padova (3)        |
| 49   | Torino (1)         | 3 – 1            | Lecce (2)         |
| 50   | Virtus Entella (2) | 3 – 1            | Pisa (2)          |
| 51   | Crotone (1)        | 1 – 1 (3–4 pen.) | SPAL (2)          |
| 52   | Pordenone (2)      | 0 – 0 (1–4 pro.) | Monza (2)         |
| 53   | Sampdoria (1)      | 1 – 0            | Salernitana (2)   |
| 54   | Genoa (1)          | 2 – 1            | Catanzaro (3)     |

| 27 de outubro de 2020 | Sampdoria       | 1 – 0     | Salernitana | Gênova                                               |  |
| 14:00 CET             | - La Gumina 54' | Relatório |             | Estádio: Luigi Ferraris Árbitro: Alessandro Prontera |  |

| 27 de outubro de 2020 | Bologna                      | 2 – 0     | Reggina | Bolonha                  |  |
| 15:00 CET             | - Vignato 70' - Orsolini 72' | Relatório |         | Estádio: Renato Dall'Ara |  |

| 27 de outubro de 2020 | Virtus Entella                                      | 3 – 1     | Pisa | Chiavari          |  |
| 15:00 CET             | - Mancosu 36' (pen.) - Brunori 69' - Cardoselli 80' | Relatório |      | Estádio: Comunale |  |

| 27 de outubro de 2020 | Pordenone | 0 – 0 (pro.) (1–4 pen.) | Monza | Lignano Sabbiadoro    |  |
| 18:00 CET             |           | Relatório               |       | Estádio: Guido Teghil |  |

| 28 de outubro de 2020 | Torino                                 | 3 – 1 (pro.) | Lecce           | Turim                           |  |
| 14:00 CET             | - Lyanco 39' - Verdi 109' (pen.), 112' | Relatório    | - Stępiński 22' | Estádio: Olímpico Grande Torino |  |

| 28 de outubro de 2020 | Cagliari     | 1 – 0     | Cremonese | Cagliari                |  |
| 14:30 CET             | - Faragò 69' | Relatório |           | Estádio: Sardegna Arena |  |

| 28 de outubro de 2020 | Cittadella | 0 – 2     | Spezia                             | Cittadella                    |  |
| 15:00 CET             |            | Relatório | - Verde 49' - Benedetti 63' (g.c.) | Estádio: Piercesare Tombolato |  |

| 28 de outubro de 2020 | Cosenza                   | 2 – 1     | Monopoli          | Cosença                                 |  |
| 15:00 CET             | - Petrucci 15' - Kone 84' | Relatório | - Idda 69' (g.c.) | Estádio: Stadio San Vito – Gigi Marulla |  |

| 28 de outubro de 2020 | Benevento                    | 2 – 4     | Empoli                                 | Benevento              |  |
| 16:00 CET             | - Maggio 57' - Moncini 90+1' | Relatório | - Olivieri 47' - Mancosu 60', 66', 85' | Estádio: Ciro Vigorito |  |

| 28 de outubro de 2020 | Brescia                                        | 3 – 0     | Perugia | Brescia                  |  |
| 16:00 CET             | - Bisoli 10' - Ayé 25' (pen.) - Mangraviti 71' | Relatório |         | Estádio: Mario Rigamonti |  |

| 28 de outubro de 2020 | Crotone                | 1 – 1 (pro.) (3–4 pen.) | SPAL        | Crotone             |  |
| 17:00 CET             | - Cigarini 107' (pen.) | Relatório               | - Seck 113' | Estádio: Ezio Scida |  |

| 28 de outubro de 2020 | Genoa              | 2 – 1     | Catanzaro   | Gênova                  |  |
| 17:00 CET             | - Scamacca 7', 64' | Relatório | - Fazio 83' | Estádio: Luigi Ferraris |  |

| 28 de outubro de 2020 | Hellas Verona                          | 3 – 3 (pro.) (3–1 pen.) | Venezia                                  | Verona                         |  |
| 17:00 CET             | - Ilić 41' - Salcedo 59' - Vieira 110' | Relatório               | - Johnsen 84' - Capello 87' - Modulo 98' | Estádio: Marcantonio Bentegodi |  |

| 28 de outubro de 2020 | Fiorentina                  | 2 – 1     | Padova        | Florença                 |  |
| 18:00 CET             | - Venuti 10' - Callejón 32' | Relatório | - Santini 55' | Estádio: Artemio Franchi |  |

| 28 de outubro de 2020 | Parma                             | 3 – 1     | Pescara       | Parma                  |  |
| 18:00 CET             | - Karamoh 26', 43' - Adorante 70' | Relatório | - Nzita 90+1' | Estádio: Ennio Tardini |  |

| 28 de outubro de 2020 | Udinese                                        | 3 – 1     | L. R. Vicenza | Údine                                |  |
| 18:00 CET             | - Forestieri 21' - Deulofeu 60' - Pussetto 64' | Relatório | - Gori 88'    | Estádio: Dacia Arena – Stadio Friuli |  |

### Quarta fase
Um total de 16 equipes competiram nesta fase, todas elas avançaram da fase anterior. Ao final, 8 delas avançaram para a fase final. Os jogos foram disputados em 24, 25 e 26 de novembro de 2020.
| Jogo | Equipe 1      | Placar       | Equipe 2           |
| ---- | ------------- | ------------ | ------------------ |
| 55   | Cagliari (1)  | 2 – 1        | Hellas Verona (1)  |
| 56   | Parma (1)     | 2 – 1        | Cosenza (2)        |
| 57   | Empoli (2)    | 3 – 0 (w.o.) | Brescia (2)        |
| 58   | Bologna (1)   | 2 – 4 (pro.) | Spezia (1)         |
| 59   | Udinese (1)   | 0 – 1 (pro.) | Fiorentina (1)     |
| 60   | Torino (1)    | 2 – 0        | Virtus Entella (2) |
| 61   | SPAL (2)      | 2 – 0        | Monza (2)          |
| 62   | Sampdoria (1) | 1 – 3        | Genoa (1)          |

| 24 de novembro de 2020 | SPAL                                | 2 – 0     | Monza | Ferrara                                       |  |
| 14:30 CET              | - Paloschi 62' (pen) - Brignola 75' | Relatório |       | Estádio: Paolo Mazza Árbitro: Marco Piccinini |  |

| 25 de novembro de 2020 | Empoli | 3 – 0 (w.o.) | Brescia | Empoli                                              |  |
| 14:30 CET |        | Relatório    |         | Estádio: Carlo Castellani Árbitro: Giovanni Ayroldi |  |
| Nota: Em decorrência dos recentes casos do novo coronavírus em seu elenco, o Brescia não compareceu ao estádio Carlo Castellani para enfrentar o Empoli pela quarta fase da Copa da Itália. |        |              |         |                                                     |  |

| 25 de novembro de 2020 | Parma               | 2 – 1     | Cosenza     | Parma                                            |  |
| 14:30 CET              | - Brunetta 13', 39' | Relatório | - Corsi 38' | Estádio: Ennio Tardini Árbitro: Giacomo Camplone |  |

| 25 de novembro de 2020 | Bologna                       | 2 – 4 (pro.) | Spezia                                          | Bolonha                                        |  |
| 17:30 CET              | - Barrow 13' - Orsolini 45+1' | Relatório    | - Piccoli 5' - Farias 64' - Maggiore 110', 119' | Estádio: Renato Dall'Ara Árbitro: Manuel Volpi |  |

| 25 de novembro de 2020 | Cagliari                           | 2 – 1     | Hellas Verona | Cagliari                                             |  |
| 17:30 CET              | - Alberto Cerri 30' - Sottil 90+3' | Relatório | - Colley 74'  | Estádio: Sardegna Arena Árbitro: Alessandro Prontera |  |

| 25 de novembro de 2020 | Udinese | 0 – 1 (pro.) | Fiorentina     | Údine                                                     |  |
| 17:30 CET              |         | Relatório    | - Montiel 112' | Estádio: Dacia Arena – Stadio Friuli Árbitro: Marco Serra |  |

| 26 de novembro de 2020 | Torino                     | 2 – 0     | Virtus Entella | Turim                                                    |  |
| 14:00 CET              | - Zaza 28' - Bonazzoli 30' | Relatório |                | Estádio: Olímpico Grande Torino Árbitro: Daniele Paterna |  |

| 26 de novembro de 2020 | Sampdoria   | 1 – 3     | Genoa                             | Gênova                                              |  |
| 17:00 CET              | - Verre 18' | Relatório | - Scamacca 60', 72' - Lerager 68' | Estádio: Luigi Ferraris Árbitro: Francesco Fourneau |  |

## Fase final

### Tabelão até a final
|  | Oitavas de final      | Oitavas de final |   |                | Quartas de final | Quartas de final |  |                | Semifinais | Semifinais | Semifinais | Semifinais |  |          | Final | Final |
|  |                       |                  |   |                |                  |                  |  |                |            |            |            |            |  |          |       |       |
|  | Napoli                | 3                |   |                |                  |                  |  |                |            |            |            |            |  |          |       |       |
|  | Empoli                | 2                |   |                |                  |                  |  |                |            |            |            |            |  |          |       |       |
|  | Empoli                | 2                |   | Napoli         | 4                |                  |  |                |            |            |            |            |  |          |       |       |
|  |                       |                  |   | Napoli         | 4                |                  |  |                |            |            |            |            |  |          |       |       |
|  |                       | Spezia           | 2 |                |                  |                  |  |                |            |            |            |            |  |          |       |       |
|  | Roma                  | Spezia           | 2 | 2              |                  |                  |  |                |            |            |            |            |  |          |       |       |
|  | Roma                  |                  |   | 2              |                  |                  |  |                |            |            |            |            |  |          |       |       |
|  | Spezia (pro.)         | 4                |   |                |                  |                  |  |                |            |            |            |            |  |          |       |       |
|  | Spezia (pro.)         | 4                |   |                |                  |                  |  | Napoli         | 0          | 1          | 1          |            |  |          |       |       |
|  |                       |                  |   |                |                  |                  |  | Napoli         | 0          | 1          | 1          |            |  |          |       |       |
|  |                       | Atalanta         | 0 | 3              | 3                |                  |  |                |            |            |            |            |  |          |       |       |
|  | Atalanta              | Atalanta         | 0 | 3              | 3                | 3                |  |                |            |            |            |            |  |          |       |       |
|  | Atalanta              |                  |   |                |                  | 3                |  |                |            |            |            |            |  |          |       |       |
|  | Cagliari              | 1                |   |                |                  |                  |  |                |            |            |            |            |  |          |       |       |
|  | Cagliari              | 1                |   | Atalanta       | 3                |                  |  |                |            |            |            |            |  |          |       |       |
|  |                       |                  |   | Atalanta       | 3                |                  |  |                |            |            |            |            |  |          |       |       |
|  |                       | Lazio            | 2 |                |                  |                  |  |                |            |            |            |            |  |          |       |       |
|  | Lazio                 | Lazio            | 2 | 2              |                  |                  |  |                |            |            |            |            |  |          |       |       |
|  | Lazio                 |                  |   | 2              |                  |                  |  |                |            |            |            |            |  |          |       |       |
|  | Parma                 | 1                |   |                |                  |                  |  |                |            |            |            |            |  |          |       |       |
|  | Parma                 | 1                |   |                |                  |                  |  |                |            |            |            |            |  | Atalanta | 1     |       |
|  |                       |                  |   |                |                  |                  |  |                |            |            |            |            |  | Atalanta | 1     |       |
|  |                       | Juventus         | 2 |                |                  |                  |  |                |            |            |            |            |  |          |       |       |
|  | Fiorentina            | Juventus         | 2 | 1              |                  |                  |  |                |            |            |            |            |  |          |       |       |
|  | Fiorentina            |                  |   | 1              |                  |                  |  |                |            |            |            |            |  |          |       |       |
|  | Internazionale (pro.) | 2                |   |                |                  |                  |  |                |            |            |            |            |  |          |       |       |
|  | Internazionale (pro.) | 2                |   | Internazionale | 2                |                  |  |                |            |            |            |            |  |          |       |       |
|  |                       |                  |   | Internazionale | 2                |                  |  |                |            |            |            |            |  |          |       |       |
|  |                       | Milan            | 1 |                |                  |                  |  |                |            |            |            |            |  |          |       |       |
|  | Milan                 | Milan            | 1 | 00 (5)0        |                  |                  |  |                |            |            |            |            |  |          |       |       |
|  | Milan                 |                  |   | 00 (5)0        |                  |                  |  |                |            |            |            |            |  |          |       |       |
|  | Torino                | 0 (4)            |   |                |                  |                  |  |                |            |            |            |            |  |          |       |       |
|  | Torino                | 0 (4)            |   |                |                  |                  |  | Internazionale | 1          | 0          | 1          |            |  |          |       |       |
|  |                       |                  |   |                |                  |                  |  | Internazionale | 1          | 0          | 1          |            |  |          |       |       |
|  |                       | Juventus         | 2 | 0              | 2                |                  |  |                |            |            |            |            |  |          |       |       |
|  | Juventus (pro.)       | Juventus         | 2 | 0              | 2                | 3                |  |                |            |            |            |            |  |          |       |       |
|  | Juventus (pro.)       |                  |   |                |                  | 3                |  |                |            |            |            |            |  |          |       |       |
|  | Genoa                 | 2                |   |                |                  |                  |  |                |            |            |            |            |  |          |       |       |
|  | Genoa                 | 2                |   | Juventus       | 4                |                  |  |                |            |            |            |            |  |          |       |       |
|  |                       |                  |   | Juventus       | 4                |                  |  |                |            |            |            |            |  |          |       |       |
|  |                       | SPAL             | 0 |                |                  |                  |  |                |            |            |            |            |  |          |       |       |
|  | Sassuolo              | SPAL             | 0 | 0              |                  |                  |  |                |            |            |            |            |  |          |       |       |
|  | Sassuolo              |                  |   | 0              |                  |                  |  |                |            |            |            |            |  |          |       |       |
|  | SPAL                  | 2                |   |                |                  |                  |  |                |            |            |            |            |  |          |       |       |

### Oitavas de final
As oitavas de final serão disputadas entre os 8 clubes definidos como "cabeças de chave" da Serie A (clubes de 1–8 no ranking), estreantes na competição, e os clubes classificados da fase inicial (quarta fase). Em 27 de novembro de 2020 foi realizado o sorteio que definiu a equipe mandante nos jogos entre duas equipes da mesma divisão, no caso, da Série A. Os jogos únicos serão disputados em 12, 13, 14, 19 e 21 de janeiro de 2021.
| Jogo | Equipe 1       | Placar      | Equipe 2           |
| ---- | -------------- | ----------- | ------------------ |
| 63   | Atalanta (1)   | 3–1         | Cagliari (1)       |
| 64   | Lazio (1)      | 2–1         | Parma (1)          |
| 65   | Napoli (1)     | 3–2         | Empoli (2)         |
| 66   | Roma (1)       | 2–4 (pro.)  | Spezia (1)         |
| 67   | Fiorentina (1) | 1–2 (pro.)  | Internazionale (1) |
| 68   | Milan (1)      | 0–0 (5–4 p) | Torino (1)         |
| 69   | Sassuolo (1)   | 0–2         | SPAL (2)           |
| 70   | Juventus (1)   | 3–2 (pro.)  | Genoa (1)          |

| 12 de janeiro de 2021                                                                   | Milan | 0 – 0 (pro.) (5–4 pen.)                                                        | Torino | Milão                                          |  |
| 20:45 CET (UTC+1)                                                                       |       | Relatório                                                                      |        | Estádio: Giuseppe Meazza Árbitro: Paolo Valeri |  |
|                                                                                         |       | Penalidades                                                                    |        |                                                |  |
| - Franck Kessié - Theo Hernández - Sandro Tonali - Alessio Romagnoli - Hakan Çalhanoğlu |       | - Andrea Belotti - Saša Lukić - Lyanco - Tomás Rincón - Vanja Milinković-Savić |        |                                                |  |

| 13 de janeiro de 2021 | Fiorentina             | 1 – 2 (pro.) | Internazionale                                 | Florença                                       |  |
| 15:00 CET (UTC+1)     | - Christian Kouamé 57' | Relatório    | - Arturo Vidal 40' (pen.) - Romelu Lukaku 119' | Estádio: Artemio Franchi Árbitro: Davide Massa |  |

| 13 de janeiro de 2021 | Napoli                                                              | 3 – 2     | Empoli                   | Nápoles                                               |  |
| 17:45 CET (UTC+1)     | - Giovanni Di Lorenzo 18' - Hirving Lozano 38' - Andrea Petagna 77' | Relatório | - Nedim Bajrami 33', 68' | Estádio: Diego Armando Maradona Árbitro: Antonio Giua |  |

| 13 de janeiro de 2021 | Juventus                                                     | 3 – 2 (pro.) | Genoa                                         | Turim                                            |  |
| 20:45 CET (UTC+1)     | - Dejan Kulusevski 2' - Álvaro Morata 23' - Hamza Rafia 104' | Relatório    | - Lennart Czyborra 28' - Filippo Melegoni 74' | Estádio: Allianz Stadium Árbitro: Daniele Chiffi |  |

| 14 de janeiro de 2021 | Sassuolo | 0 – 2     | SPAL                                          | Régio da Emília                                                      |  |
| 17:30 CET (UTC+1)     |          | Relatório | - Simone Missiroli 49' - Lorenzo Dickmann 58' | Estádio: Mapei Stadium-Città del Tricolore Árbitro: Giacomo Camplone |  |

| 14 de janeiro de 2021 | Atalanta                                                     | 3 – 1     | Cagliari              | Bérgamo                                           |  |
| 21:15 CET (UTC+1)     | - Aleksei Miranchuk 43' - Luis Muriel 61' - Boško Šutalo 64' | Relatório | - Riccardo Sottil 55' | Estádio: Gewiss Stadium Árbitro: Federico Dionisi |  |

| 19 de janeiro de 2021 | Roma                                              | 2–4 (pro.) | Spezia                                                                                      | Roma                                       |  |
| 21:15 CET (UTC+1)     | - Lorenzo Pellegrini 43' - Henrikh Mkhitaryan 73' | Relatório  | - Andrey Galabinov 6' - Riccardo Saponara 15' - Daniele Verde 107' - Riccardo Saponara 119' | Estádio: Olímpico Árbitro: Davide Ghersini |  |

| 21 de janeiro de 2021 | Lazio                                          | 2–1       | Parma                  | Roma                                        |  |
| 21:15 CET (UTC+1)     | - Marco Parolo 23' - Simone Colombi 90' (g.c.) | Relatório | - Valentin Mihăilă 83' | Estádio: Olímpico Árbitro: Giovanni Ayroldi |  |

### Quartas de final
As quartas de final foram disputadas entre os 8 clubes classificados das oitavas de final. O SPAL foi o único participante da segunda divisão que chegou às quartas, os demais foram todos clubes da Série A. Os jogos únicos ocorreram nos dias 26, 27 e 28 de janeiro de 2021.
| Jogo | Equipe 1           | Placar | Equipe 2   |
| ---- | ------------------ | ------ | ---------- |
| 71   | Atalanta (1)       | 3 – 2  | Lazio (1)  |
| 72   | Napoli (1)         | 4 – 2  | Spezia (1) |
| 73   | Internazionale (1) | 2 – 1  | Milan (1)  |
| 74   | Juventus (1)       | 4 – 0  | SPAL (2)   |

| 26 de janeiro de 2021 | Internazionale                                       | 2 – 1     | Milan                    | Milão                                          |  |
| 20:45 CET (UTC+1) | - Romelu Lukaku 71' (pen.) - Christian Eriksen 90+7' | Relatório | - 31' Zlatan Ibrahimović | Estádio: Giuseppe Meazza Árbitro: Paolo Valeri |  |
| Nota: Aos 29 minutos do segundo tempo, o árbitro Paolo Valeri interrompeu o jogo após sentir uma lesão na coxa direita. Acabou sendo substituído pelo quarto árbitro Daniele Chiffi. |                                                      |           |                          |                                                |  |

| 27 de janeiro de 2021 | Atalanta                                                             | 3 – 2     | Lazio                                     | Bérgamo                                        |  |
| 17:45 CET (UTC+1)     | - Berat Djimsiti 7' - Ruslan Malinovs'kyj 37' - Aleksej Mirančuk 57' | Relatório | - 17' Vedat Muriqi - 34' Francesco Acerbi | Estádio: Gewiss Stadium Árbitro: Luca Pairetto |  |

| 27 de janeiro de 2021 | Juventus                                                                                          | 4 – 0     | SPAL | Turim                                           |  |
| 20:45 CET (UTC+1)     | - Álvaro Morata 16' (pen.) - Gianluca Frabotta 33' - Dejan Kulusevski 78' - Federico Chiesa 90+4' | Relatório |      | Estádio: Allianz Stadium Árbitro: Ivano Pezzuto |  |

| 28 de janeiro de 2021 | Napoli                                                                              | 4 – 2     | Spezia                                      | Nápoles                                                     |  |
| 21:00 CET (UTC+1)     | - Kalidou Koulibaly 5' - Hirving Lozano 20' - Matteo Politano 30' - Eljif Elmas 40' | Relatório | - 70' Emmanuel Gyasi - 73' Gennaro Acampora | Estádio: Diego Armando Maradona Árbitro: Francesco Fourneau |  |

### Semifinais
As semifinais foram disputadas entre os 4 clubes classificados das quartas de final. Os jogos de ida foram disputados em 2 e 3 de fevereiro de 2021; e os de volta em 9 e 10 de fevereiro de 2021.
| Chave | Equipe 1           | Total | Equipe 2     | Jogo 1 | Jogo 2 |
| ----- | ------------------ | ----- | ------------ | ------ | ------ |
| S1    | Napoli (1)         | 1 – 3 | Atalanta (1) | 0 – 0  | 1 – 3  |
| S2    | Internazionale (1) | 1 – 2 | Juventus (1) | 1 – 2  | 0 – 0  |

#### Chave S1
| 3 de fevereiro de 2021 | Napoli | 0 – 0     | Atalanta | Nápoles                                                 |  |
| 20:45 CET (UTC+1)      |        | Relatório |          | Estádio: Diego Armando Maradona Árbitro: Michael Fabbri |  |

| 10 de fevereiro de 2021 | Atalanta                                     | 3 – 1     | Napoli               | Bérgamo                 |  |
| 20:45 CET (UTC+1)       | - Duván Zapata 10' · Matteo Pessina 16', 78' | Relatório | - 53' Hirving Lozano | Estádio: Gewiss Stadium |  |

#### Chave S2
| 2 de fevereiro de 2021 | Internazionale        | 1 – 2     | Juventus                            | Milão                                                                          |  |
| 20:45 CET (UTC+1)      | - Lautaro Martínez 9' | Relatório | - 26' (pen.), 35' Cristiano Ronaldo | Estádio: Giuseppe Meazza Árbitro: Gianpaolo Calvarese VAR: Massimiliano Irrati |  |

| 9 de fevereiro de 2021 | Juventus | 0 – 0     | Internazionale | Turim                    |  |
| 20:45 CET (UTC+1)      |          | Relatório |                | Estádio: Allianz Stadium |  |

### Final
A final será disputada entre os 2 clubes classificados das semifinais.
| Jogo | Equipe 1     | Placar | Equipe 2     |
| ---- | ------------ | ------ | ------------ |
| 79   | Atalanta (1) | 1 – 2  | Juventus (1) |

| 19 de maio de 2021 | Atalanta | 1 - 2 | Juventus |  |
| 20:30 CET (UTC+1)  |          |       |          |  |

## Premiação
| Copa da Itália de 2020–21     |
| ----------------------------- |
| Juventus Campeão (14º título) |

## Estatísticas

### Artilheiros
- Atualizado até 26 de novembro de 2020.[27][28]

| Pos. | Jogador             | Equipe      | Gols | Pênalti |
| ---- | ------------------- | ----------- | ---- | ------- |
| 1    | Gianluca Scamacca   | Genoa       | 4    | 0       |
| 2    | Dennis Johnsen      | Venezia     | 3    | 0       |
| 2    | Leonardo Mancuso    | Empoli      | 3    | 0       |
| 4    | Juan Brunetta       | Parma       | 2    | 0       |
| 4    | Simone Della Latta  | Padova      | 2    | 0       |
| 4    | Umberto Eusepi      | Alessandria | 2    | 0       |
| 4    | Gianluca Gaetano    | Cremonese   | 2    | 0       |
| 4    | Francesco Galuppini | Renate      | 2    | 0       |
| 4    | Yann Karamoh        | Parma       | 2    | 0       |
| 4    | Emmanuel Latte Lath | Pro Patria  | 2    | 0       |
| 4    | Giulio Maggiore     | Spezia      | 2    | 0       |
| 4    | Mattia Marchi       | Reggiana    | 2    | 1       |
| 4    | Davide Merola       | Empoli      | 2    | 0       |
| 4    | Riccardo Orsolini   | Bologna     | 2    | 0       |
| 4    | Sean Parker         | Pro Patria  | 2    | 0       |
| 4    | Samon Rodríguez     | Casarano    | 2    | 0       |
| 4    | Claudio Santini     | Padova      | 2    | 0       |
| 4    | Nicolás Schiavi     | Novara      | 2    | 1       |
| 4    | Giuseppe Sibilli    | Pisa        | 2    | 1       |
| 4    | Simone Verdi        | Torino      | 2    | 1       |

Fonte: Lega Série A (em italiano) e Gazzetta dello Sport (em italiano)